# Stazione di Carbonia Stato
La stazione di Carbonia Stato, già stazione di Carbonia, è una stazione ferroviaria in disuso al servizio del comune di Carbonia, posta lungo la ferrovia Villamassargia-Carbonia.

## Storia

L'inaugurazione della stazione, nel novembre 1956

Costruita lungo la linea regionale per Villamassargia e Cagliari (di cui fu capolinea sino al 2011), la stazione fu inaugurata dalle FS insieme alla ferrovia nel novembre 1956. Originariamente denominata col nome di Carbonia, la stazione prese il nome di Carbonia Stato nel 1957 per differenziarsi dalla omonima stazione delle Ferrovie Meridionali Sarde, realizzata lungo la ferrovia San Giovanni Suergiu-Iglesias negli anni della fondazione della città.

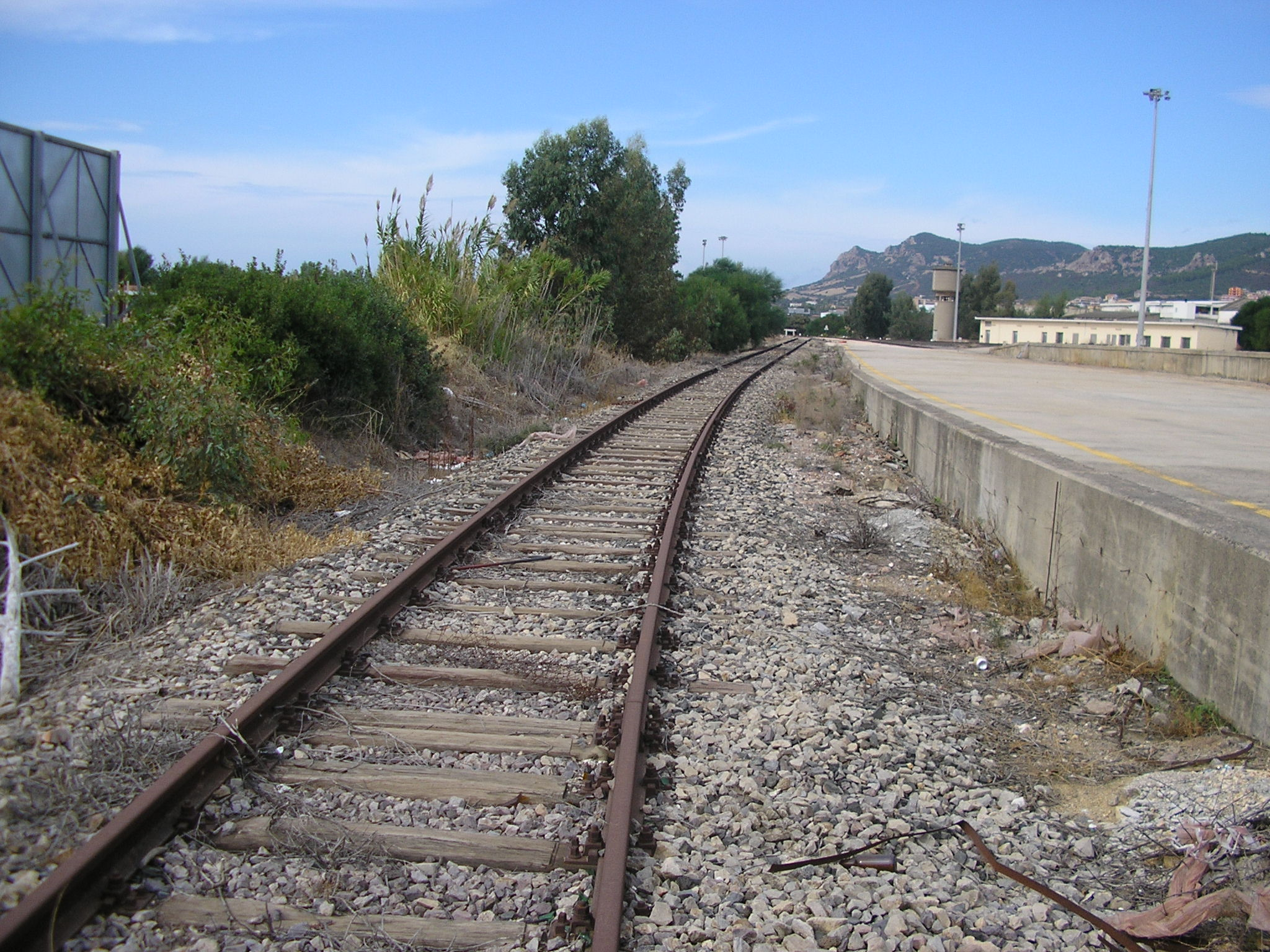
Il binario di raccordo con la miniera di Serbariu, non più utilizzato dagli anni novanta ed in seguito smantellato.

Una delle ragioni che avevano portato alla nascita della ferrovia per Villamassargia era ricollegata al migliorare il trasporto del carbone estratto dalla vicina miniera di Serbariu verso il cagliaritano e il resto dell'isola, evitando i trasbordi sino ad allora necessari dovuti al fatto che i carichi viaggiavano con i treni delle Meridionali Sarde verso lo scalo FMS di Iglesias, confinante con la stazione FS della città iglesiente. Proprio per permettere il collegamento con la miniera di Serbariu la stazione di Carbonia Stato non fu costruita con caratteristiche di stazione di testa (pur essendo uno dei due capolinea), in quanto la ferrovia proseguiva per alcune centinaia di metri oltre l'area dello scalo, terminando al di sotto delle tramogge di carico del carbone della miniera. Parte di questi binari raggiungeva inoltre la stazione FMS carboniense per l'interscambio merci tra le due amministrazioni ferroviarie, mentre per le relazioni viaggiatori non venne mai approntata alcuna soluzione intermodale tra le due stazioni cittadine.

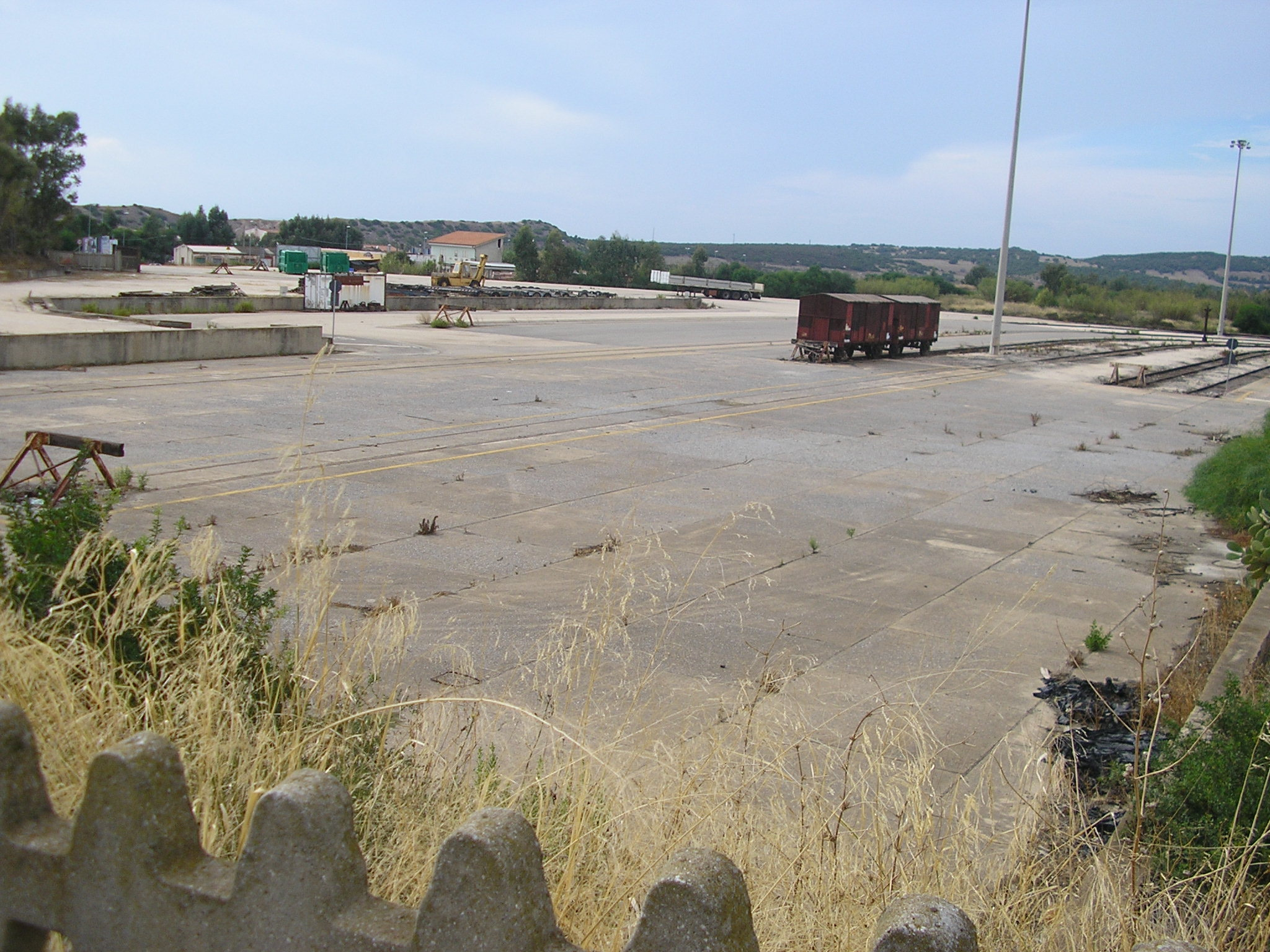
Il terminal merci a sud del fabbricato viaggiatori nel 2007, prima dell'avvio dei lavori della stazione di Carbonia Serbariu che hanno portato alla sua dismissione

 Con la chiusura effettiva della miniera negli anni sessanta e la progressiva riduzione del traffico merci che interessava in maniera importante la stazione (si registrarono punte di tre treni merci settimanali anche dopo la cessazione dell'attività estrattiva in città), la stazione fu utilizzata prevalentemente per il solo traffico passeggeri, peraltro con volumi rilevanti a livello regionale.
Nella seconda metà degli anni 2000 il Comune di Carbonia diede avvio ai lavori per la realizzazione di una nuova stazione intermodale nella città mineraria, destinata a sostituire la stazione di Carbonia Stato per il traffico passeggeri. In seguito a questi lavori l'area del terminal merci a sud del fabbricato viaggiatori è stata in parte chiusa al traffico per la conversione a terminal passeggeri, in quanto destinata a divenire il nuovo punto su cui attestare i convogli viaggiatori del gruppo FS. L'apertura della stazione di Carbonia Serbariu, avvenuta il 23 luglio 2011, portò alla chiusura al traffico passeggeri dell'impianto di Carbonia Stato (raggiunto solo da un'autocorsa sostituiva nei giorni feriali sino al 10 dicembre 2011). Da allora lo scalo è attivo esclusivamente per il ricovero dei rotabili, all'occorrenza per il servizio merci (sebbene sia cessato in Sardegna un servizio regolare di questo tipo) e quando presenziato per la gestione in loco del movimento. La parte del terminal merci sud dello scalo non interessata ai lavori della nuova stazione è stata in seguito isolata dalla ferrovia il 19 settembre 2011.

## Strutture e impianti

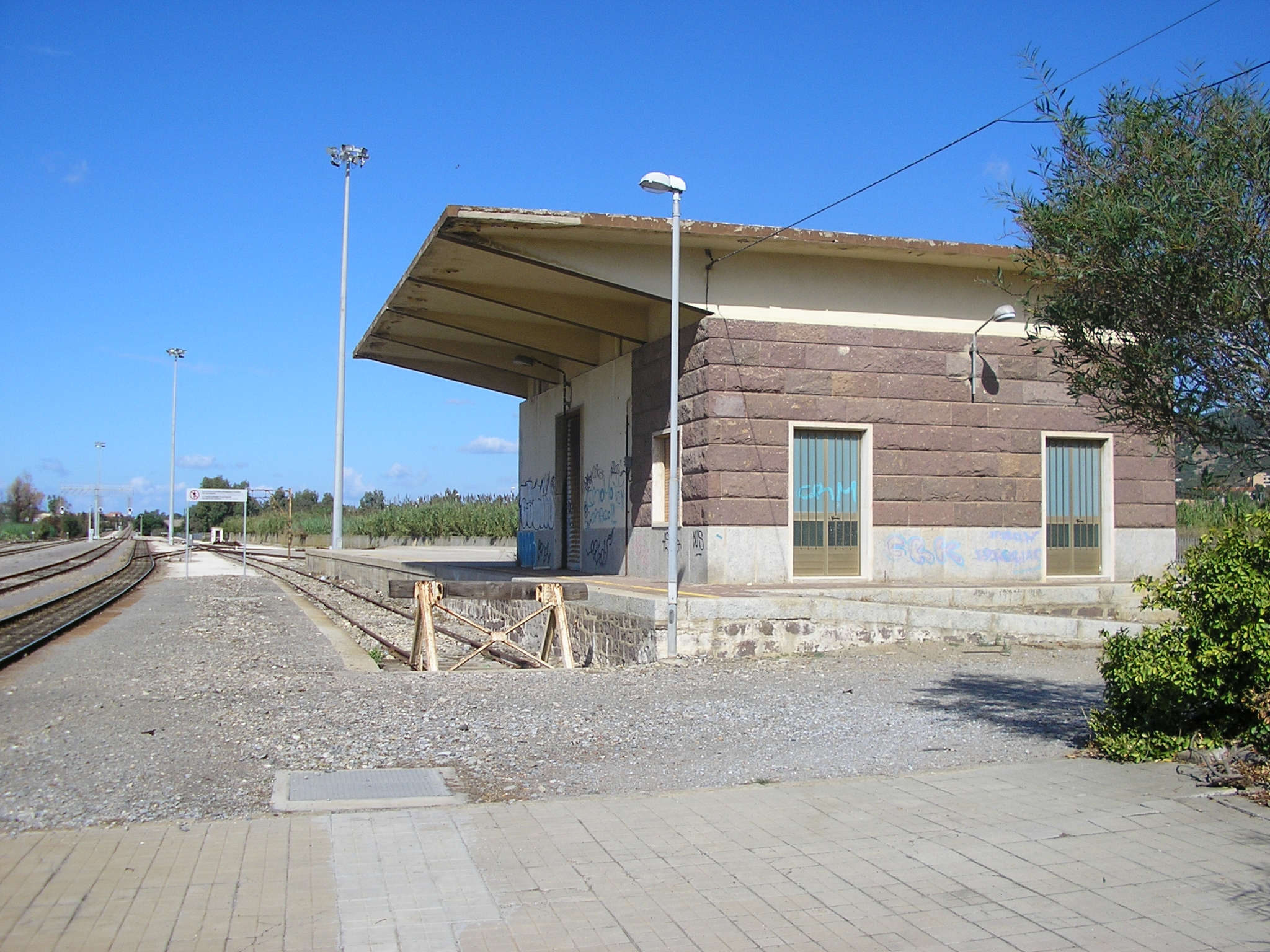
Lo scalo merci della stazione, situato sul lato nord del fabbricato viaggiatori, con in primo piano il magazzino merci e il relativo piano caricatore

La stazione di Carbonia Stato è dotata di un fabbricato viaggiatori a pianta rettangolare, con ampio utilizzo di trachite a vista (materiale utilizzato in molti edifici pubblici del centro cittadino) dinanzi al quale trovano posto due binari passanti usati in passato per il servizio passeggeri serviti da marciapiedi, seppur solo il binario 1 (quello più vicino al fabbricato viaggiatori) fosse normalmente utilizzato dai treni passeggeri. Un terzo binario, un tempo passante, termina tronco in direzione Villamassargia ed è utilizzato per il ricovero dei rotabili. Sino al settembre 2011 a questi binari si affiancavano due ulteriori binari passanti (il 4 e il 5) più un binario tronco, privi di banchine e utilizzati in passato per la sosta o il transito di convogli merci, tali binari sono stati in seguito dismessi e isolati dalla linea.

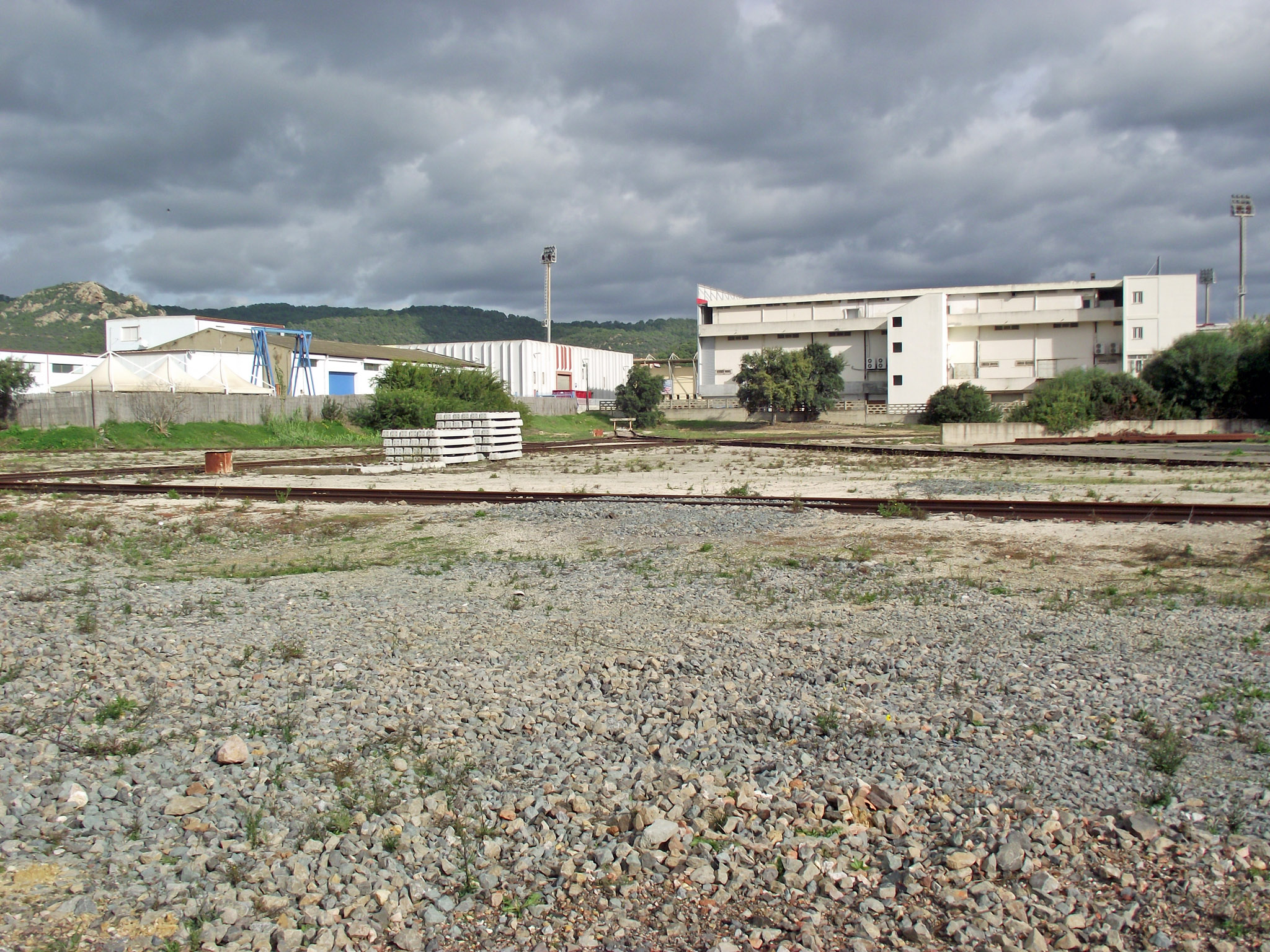
La stella d'inversione della stazione, dal 2013 l'unica presente in Sardegna

A pochi metri dalla stazione passeggeri si trova lo scalo merci con i suoi relativi binari. Il fascio binari continua anche oltre la stazione passeggeri, dove sorgono il capolinea di Carbonia Serbariu e un ulteriore terminal merci, ancora armato ma dismesso in quanto raggiungibile solo dal vecchio binario 4 dello scalo. In passato uno dei binari di questo terminal usciva dai cancelli della stazione e dopo aver attraversato un passaggio a livello nel vecchio tracciato della via Roma raddoppiava terminando alcune centinaia di metri più avanti di fronte alla miniera di Serbariu, dove i treni merci caricavano il carbone per il trasporto. Da questo binario si diramava inoltre il raccordo verso la stazione carboniense delle Ferrovie Meridionali Sarde. Per consentire l'inversione soprattutto delle locomotive a vapore, al posto della piattaforma girevole venne costruita una stella di inversione, situata nel tracciato verso Carbonia Serbariu, ed impiegata anche in epoca moderna per l'inversione di marcia delle locomotive a vapore impiegate per i treni turistici.
Dal dicembre 2005 la stazione non è più presenziata e il movimento è gestito direttamente dal DCO di Cagliari, tuttavia in caso di necessità è possibile il comando delle operazioni anche in loco (sia dell'impianto che di quello di Carbonia Serbariu).

## Movimento

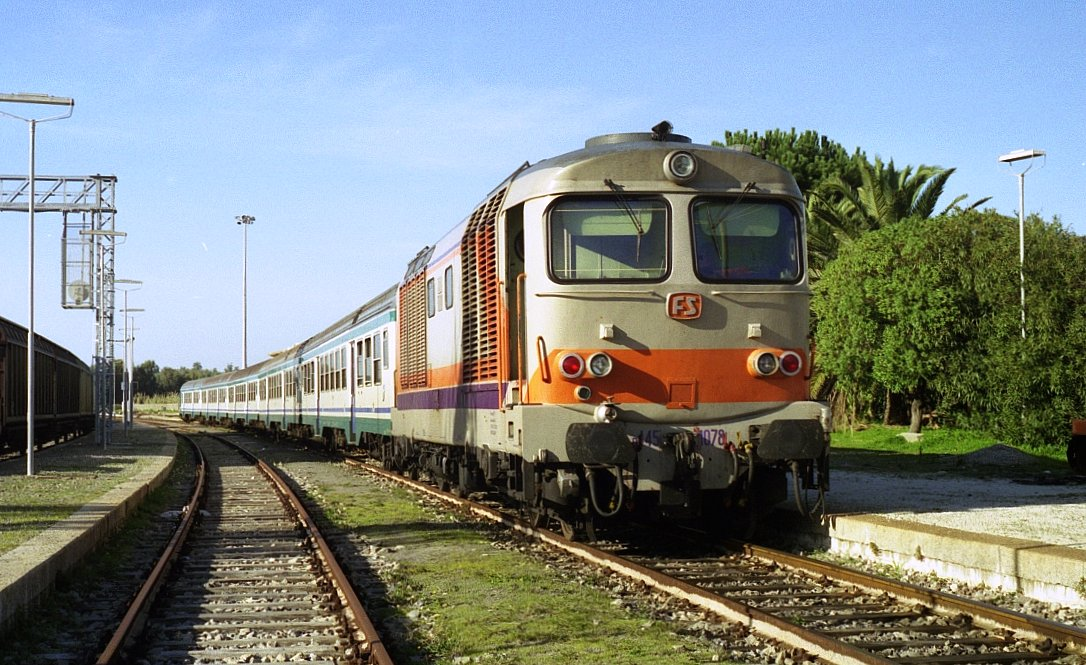
Convoglio Trenitalia con in testa una locomotiva D445 in sosta nel binario uno dello scalo nel 2001

Dal momento della chiusura al traffico passeggeri tutti i treni ordinari di questo tipo effettuano il solo transito dinanzi alla stazione di Carbonia Stato, in precedenza raggiunto dai treni regionali delle FS ed in seguito della sua controllata Trenitalia.

## Servizi

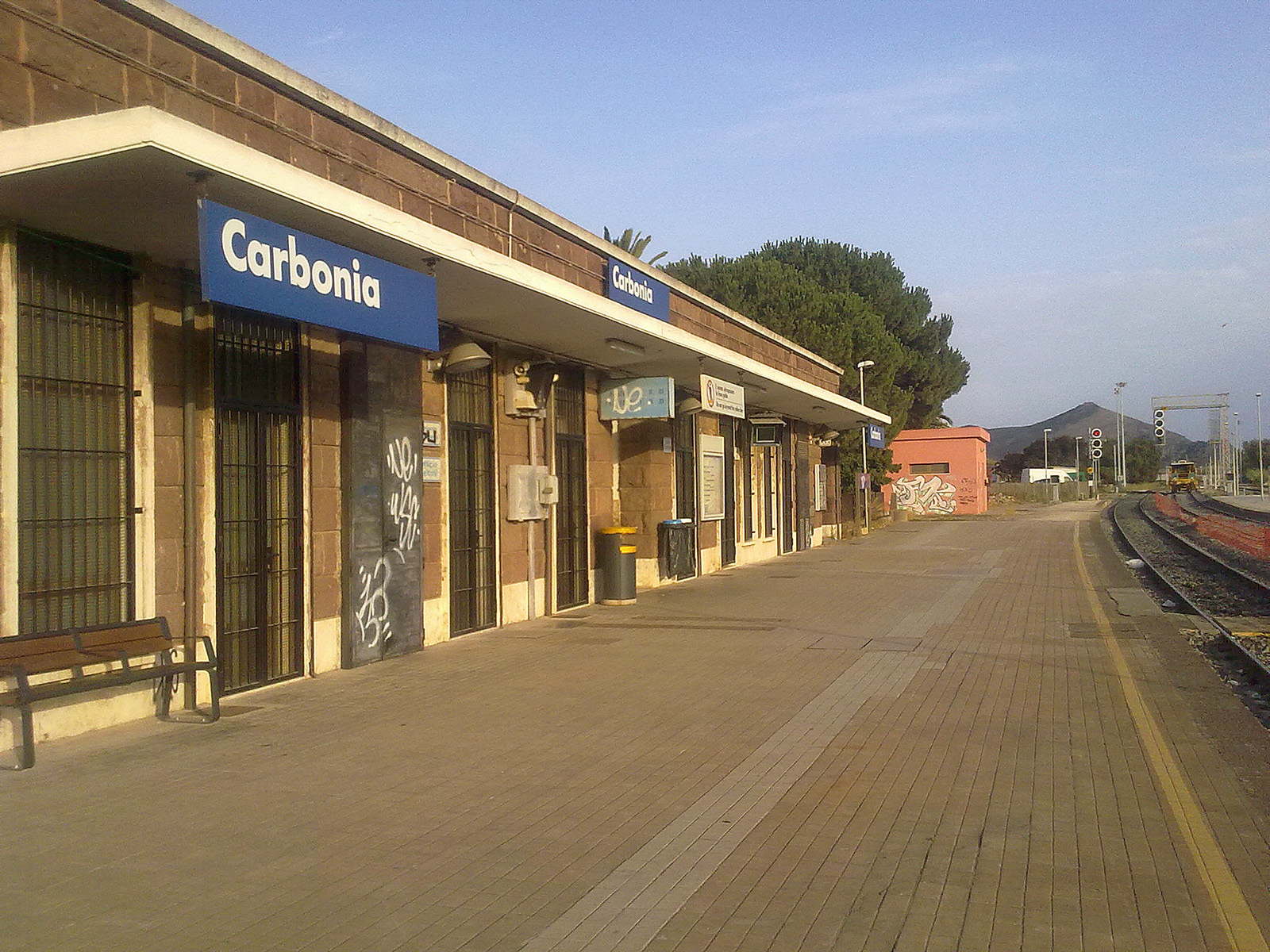
Il fabbricato viaggiatori dell'impianto nell'ultimo giorno di utilizzo per il servizio viaggiatori. Nella costruzione erano ospitati tutti i servizi all'utenza

L'impianto quando era ancora pienamente operativo era classificato da RFI in categoria silver ed è dotato di una sala d'aspetto e di servizi igienici, che tuttavia non sono più accessibili dalla disattivazione dell'impianto al servizio di trasporto pubblico e dalla conseguente chiusura del fabbricato viaggiatori. Con la stazione in funzione era attiva anche una biglietteria a sportello, affiancata ed infine sostituita da una biglietteria automatica nel 2010 ed era presente un locale commerciale adibito a bar-edicola. La stazione è inoltre strutturata per garantire l'accessibilità alle persone portatrici di disabilità motorie.

## Interscambi

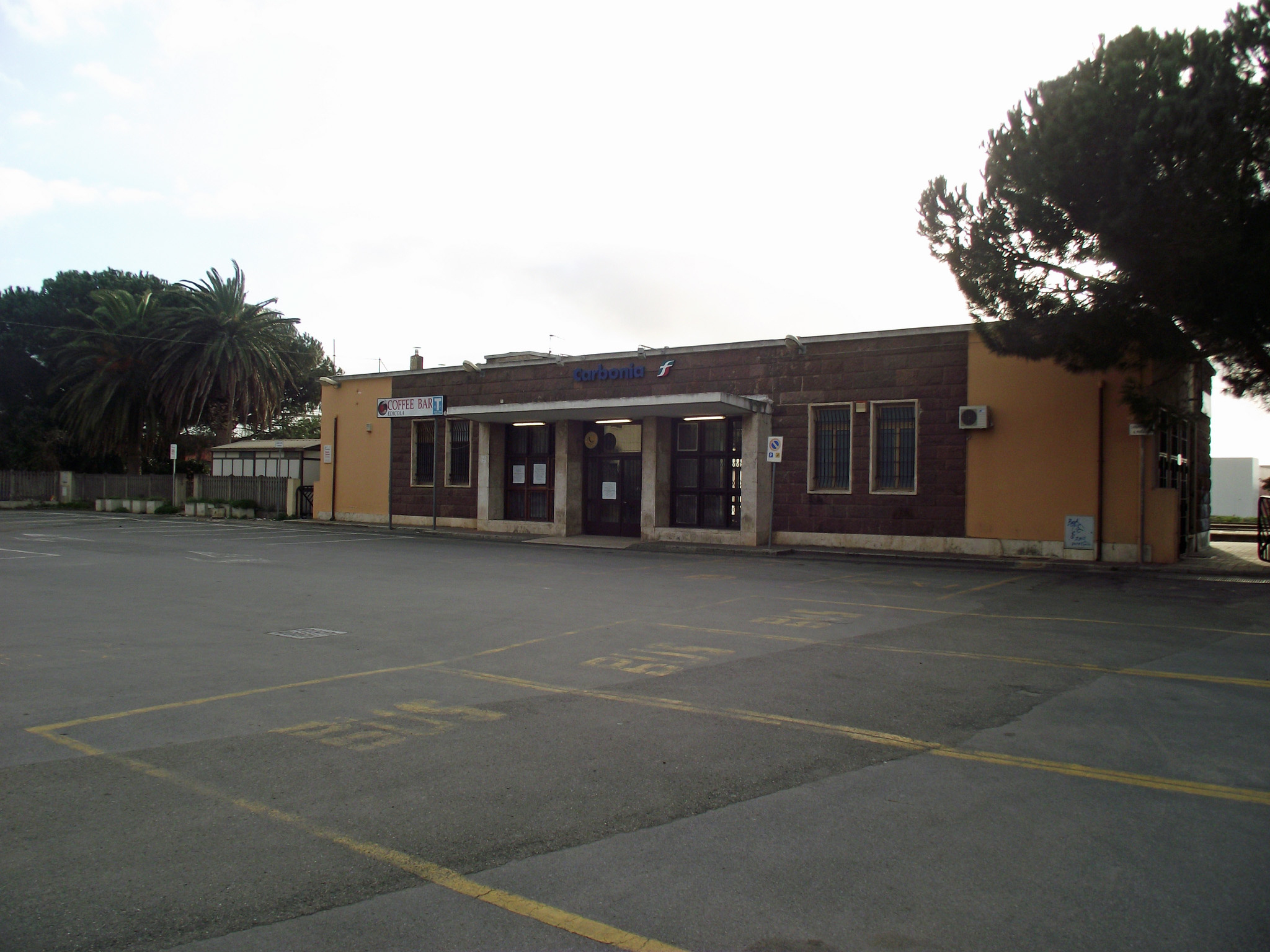
Il fabbricato viaggiatori visto dal parcheggio dello scalo, con in primo piano le strisce degli stalli di sosta per gli autobus in uso sino al 2011

Dalla chiusura dell'impianto al servizio passeggeri la fermata delle autolinee urbane ed interurbane presente dinanzi alla stazione è stata soppressa e spostata nello scalo di Carbonia Serbariu. Tuttavia al 2023 una delle autolinee urbane espletate dall'ARST in città (la A) prevede ancora una fermata nel piazzale esterno dell'impianto.
- Fermata autobus